# Acaronia nassa
Acaronia nassa är en fiskart som först beskrevs av Heckel, 1840.  Acaronia nassa ingår i släktet Acaronia och familjen Cichlidae. Inga underarter finns listade i Catalogue of Life.